# Tigrii Est Asiatici

Tigrii Est Asiatici este un termen ce denumește economiile Hong Kongului, Singaporelui, Coreei de Sud și Taiwanului. Aceste teritorii și state s-au remarcat prin creștere economică susținută și industrializare accelerată între anii 1960-1990. 
La inceputul anilor 1960, unele dintre aceste țări erau la un stadiu de dezvoltare economică similar țărilor africane, care, în mare parte, au rămas la același nivel. Tigrii asiatici au beneficiat însa din plin de o populație în general mai bine educată, acces mai ușor la piețele internaționale (acces la coastă și râuri navigabile) precum și investiții străine care au ajutat la declanșarea creșterii economice.
În timp, termenul de tigru a început să fie aplicat oricărei țări cu o creștere economică spectaculoasă datorată unei strategii de comerț axată pe exporturi. În Asia de Sud Est, Indonezia, Filipine, Tailanda și Malaysia sunt cunoscute ca tigrii. În Europa, Irlanda este cunoscută ca Tigrul Celtic, iar Estonia ca Tigrul Baltic, în timp ce Chile este cunoscut ca Tigrul Latino-american.

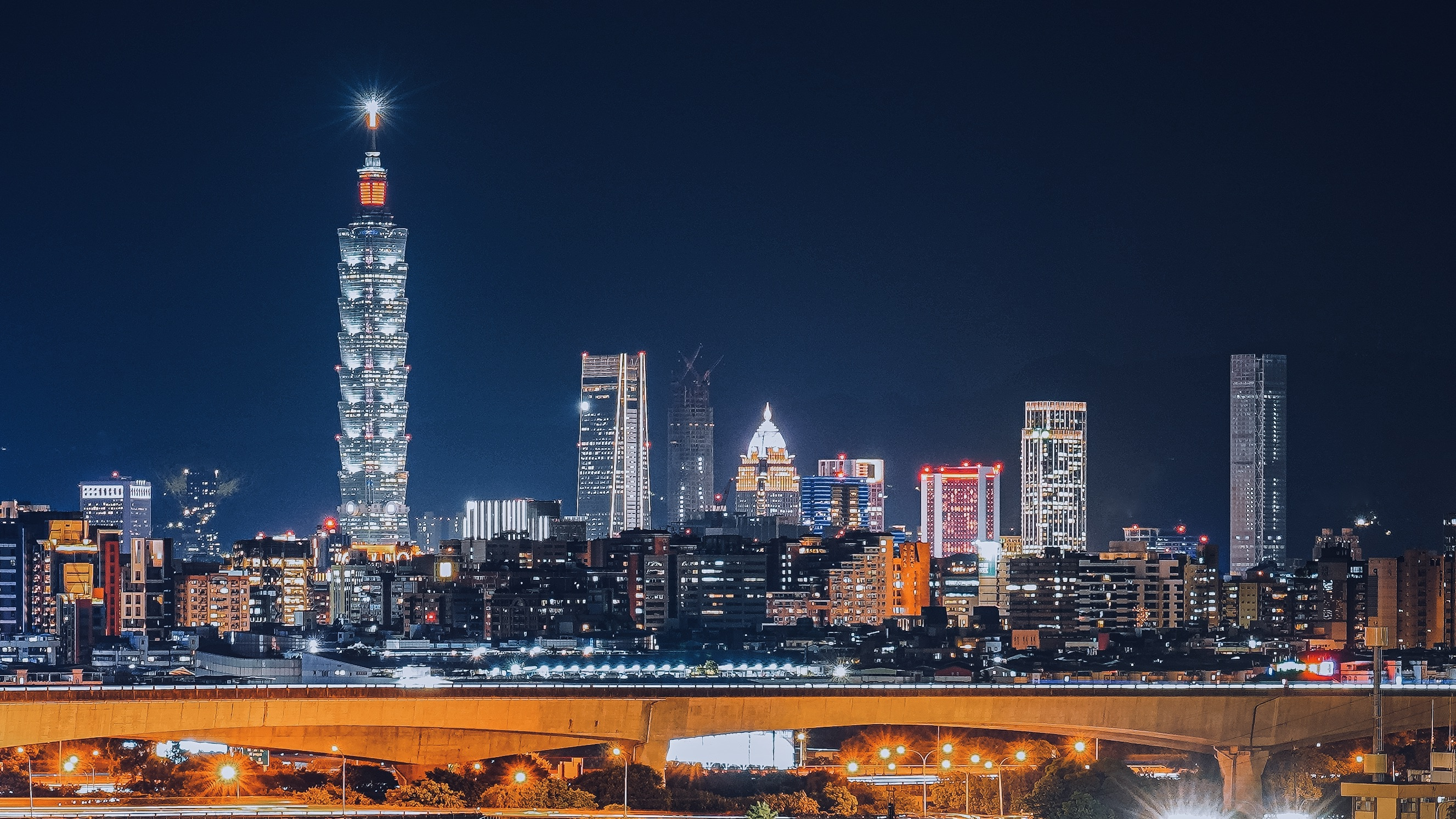
Taipei, Taiwan
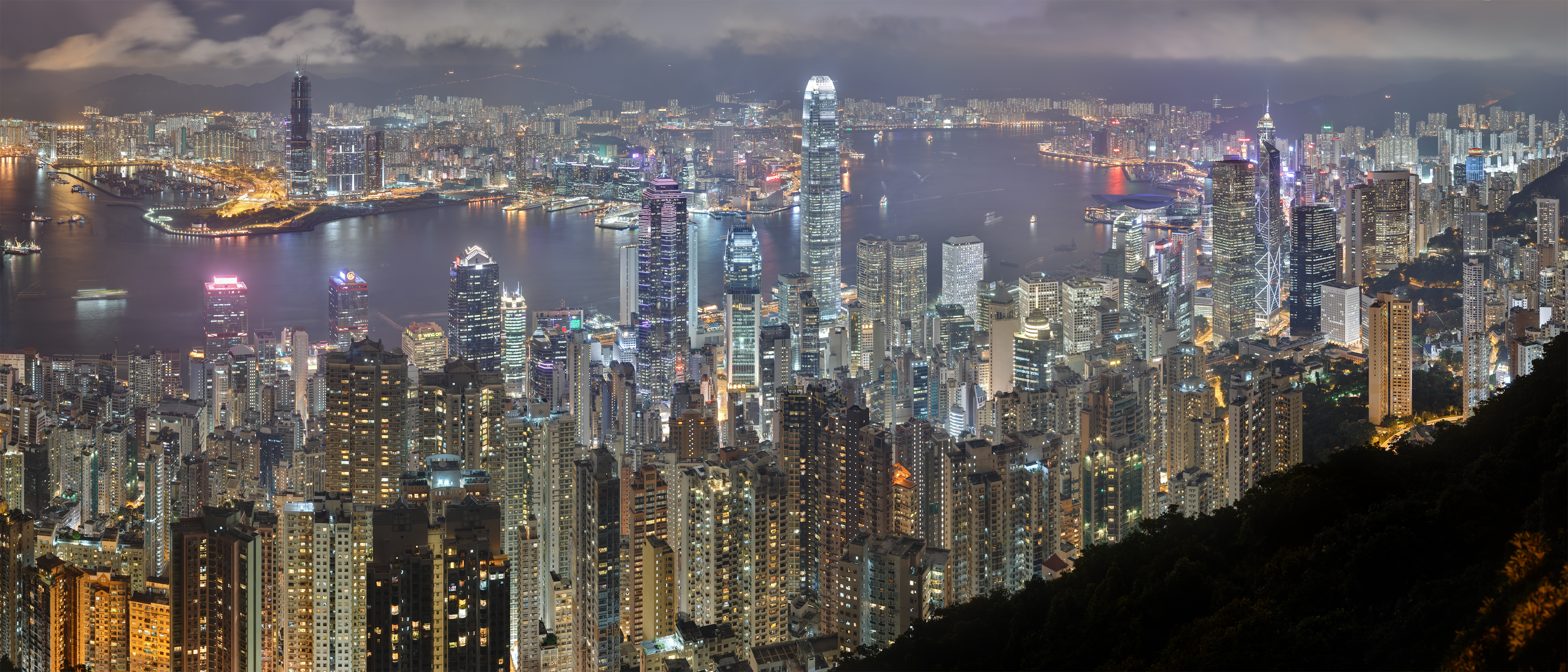
Hong Kong
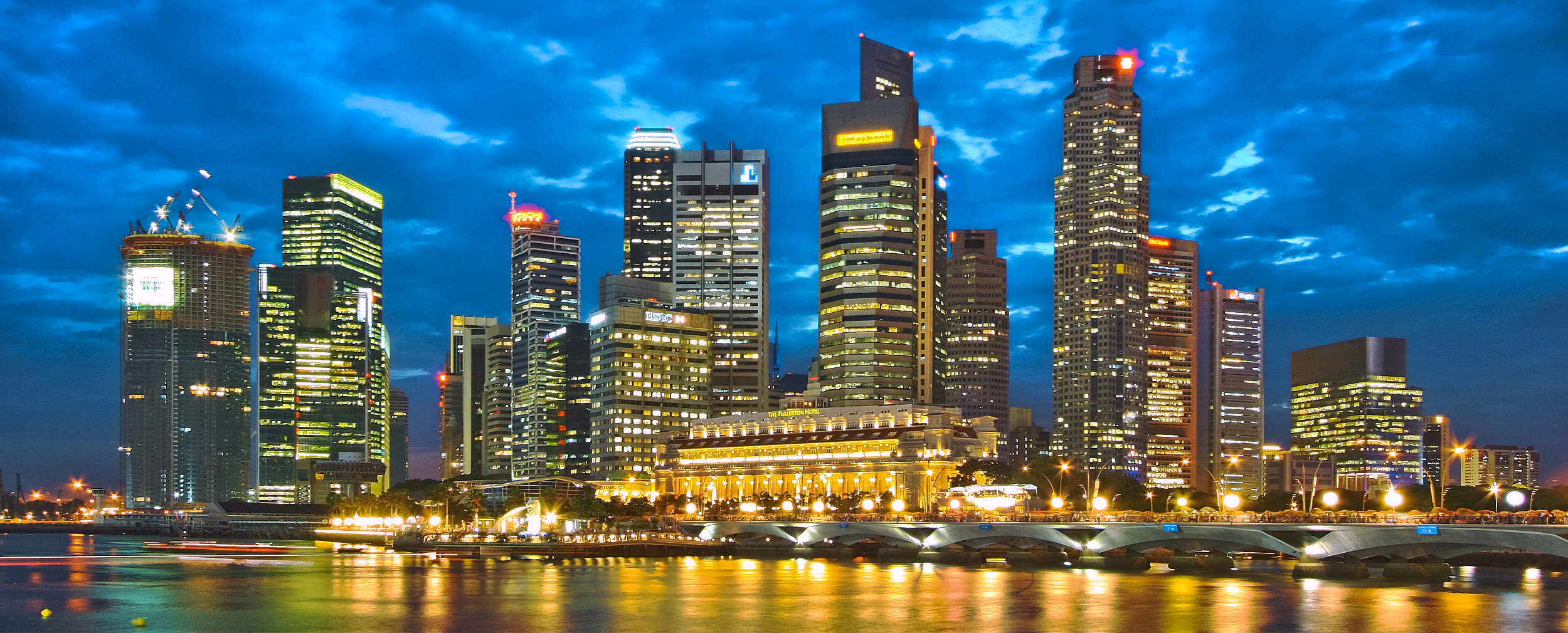
Singapore
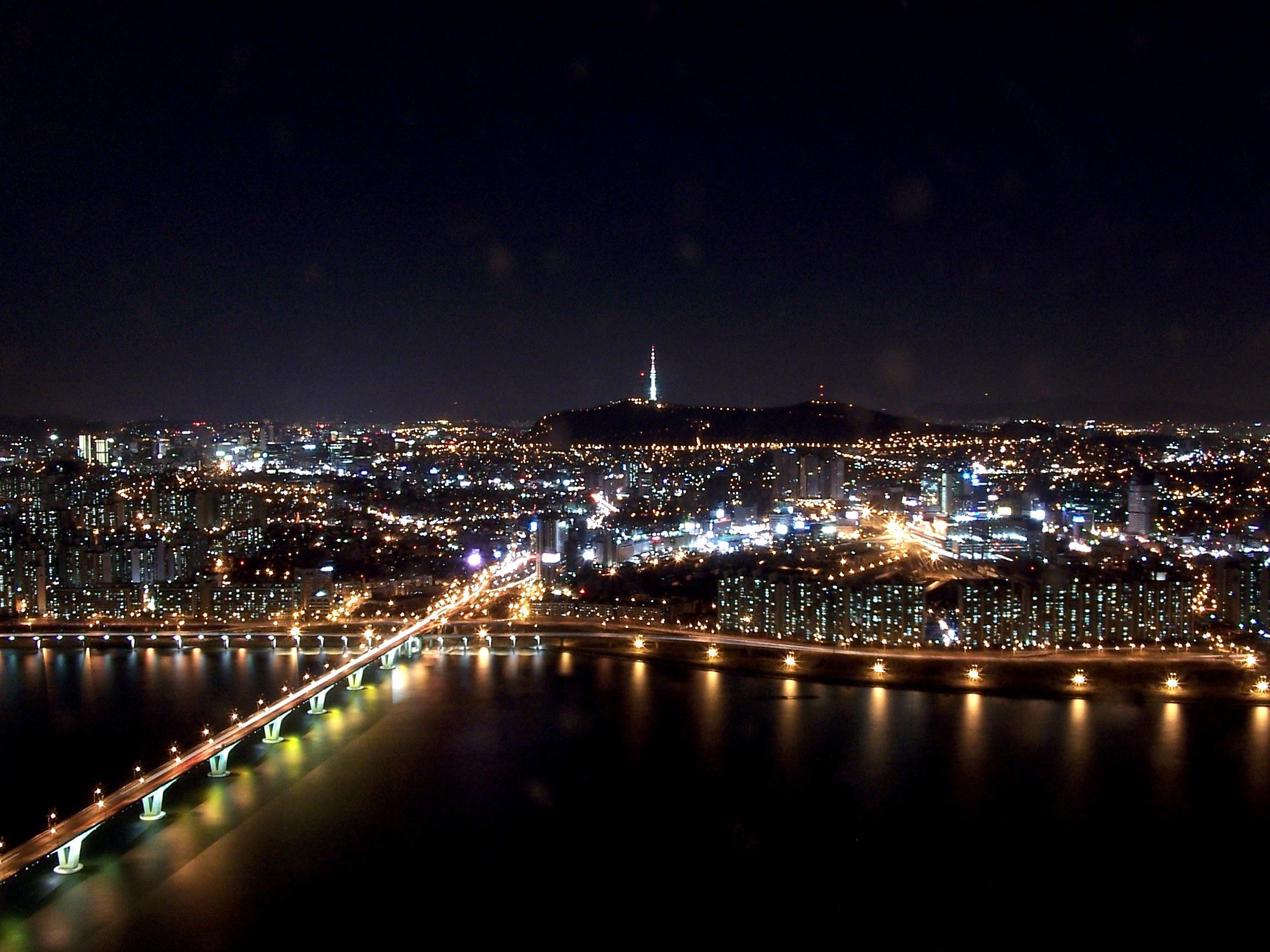
Seul